# Romain Gavillon
Romain Gavillon, né le 4 novembre 1998 à Évry, est un athlète français spécialiste du saut à la perche, médaillé de bronze aux Championnats d'Europe juniors d'athlétisme 2017.

## Carrière sportive
Romain a commencé le saut à la perche après une détection scolaire, repéré par son premier entraîneur Daniel Catalan. En sport-études à Clermont-Ferrand il est entrainé par Joël Bailly qui l'emmène jusqu'à sa médaille de bronze aux championnats d'Europe juniors, puis par Philippe d'Encausse. Il saute à 5,45m en 2017, son record.

## Palmarès

### Palmarès international
| Date | Compétition                   | Lieu     | Résultat | Discipline       | Hauteur |
| ---- | ----------------------------- | -------- | -------- | ---------------- | ------- |
| 2017 | Championnats d'Europe juniors | Grosseto | 3e       | Saut à la perche | 5,35 m  |

## Records
| Épreuve          | Épreuve   | Marque | Lieu      | Date           |
| ---------------- | --------- | ------ | --------- | -------------- |
| Saut à la perche | Plein air | 5,63 m | Canegrate | 9 juillet 2022 |
| Saut à la perche | En salle  | 5,67 m | Paris     | 6 mars 2022    |